# ムレイベット
ムレイベット（英語：Mureybet；アラビア語：مريبط）はシリア北部ラッカ県、ユーフラテス川西岸にある遺丘。
紀元前8000年以前の集落としては、イェリコとともに最大級のものとみなされている。
この遺跡に対しては1964年から1974年にかけて発掘調査が行われたが、その後アサド湖（英語: Lake Assad）の形成に伴い水没した。
ムレイベットには紀元前10200年から紀元前8000年にかけて居住者がおり、ムレイベット文化の標式遺跡とされている。
その初期においては、ムレイベットは狩猟採集民が居住する小さな村落であった。狩猟は村落での生活において重要な役割を果たしていた。
作物は初期には採集に頼っており、後に栽培が行われたものの、野生のままであった。 後期においては、家畜化された動物が確認されている。

## 研究史
ムレイベットに対する最初の考古学的調査は1964年に行われた。
1964年にシカゴ大学東洋研究所（英語: University of Chicago Oriental Institute）のモーリッツ・ヴァン・ルーンによってこの地域一帯に対する調査が行われた際、ムレイベットは発見された。
1965年には更なる調査が同様にヴァン・ルーンの手によって行われた。
その後調査は一時中断したが、1971年から1974年にかけてフランス国立科学研究センターのジャック・コーヴァン（英語: Jacques Cauvin）率いるチームが再び調査を行なった。
当時シリア北部ではタブカダム（英語: Tabqa Dam）の建設が進んでおり、タブカダムの完成後、そのダム湖であるアサド湖にムレイベットは水没することが予想されていた。
そのため、全ての発掘調査は、最終的には国際連合教育科学文化機関が調整を行うこととなる、同地域の遺跡を水没前に可能な限り調査するという国際的な努力の一環として行われた。
タブカダムの完成後に形成されたアサド湖によって、1976年にムレイベットは水没した。
そのため既にムレイベットを訪れるはできないものの、水没前に行われた発掘調査の結果を利用して新しい研究が続いている。
発掘された遺物はシリアのアレッポ国立博物館および フランスの東洋先史時代研究所に保管されている。

## 地理
ムレイベットは、シリア北部ラッカ県に位置し、アサド湖の形成に伴って一帯が水没する前にはユーフラテス川の河岸段丘の細長い尾根の上にあった。ムレイベットは遺丘であり、その規模は直径75メートル、高さ6メートルである。
ムレイベットに居住者がいた頃の気候および自然環境は現代とは非常に異なっている。ヤンガードリアスの影響で、約10200年前、ムレイベットに居住者が現れた頃の気候は現代よりいくらか涼しく、また湿潤であった。
年間降水量はナトゥーフ期が230ミリメートルであったのに対して、ムレイベットに居住が行われていた時期はいくらか増加し280ミリメートルであった。
植生は森林ステップであり、テレビンノキが茂り、アーモンドや野生の穀物が存在していた。

## 居住史
発掘調査はムレイベットの居住史をI期からIV期の4期に分けており、放射性炭素年代測定によれば、ナトゥーフ期から先土器新石器時代B期の半ばまで、紀元前10200年から紀元前8000年に渡っている。
IA期は紀元前10200年から紀元前9700年に渡り、ナトゥーフ人が居住していた。
この時期の特徴は暖炉と調理用の穴だが、居住用の構造物は確認されていない。
採集、あるいは一部栽培されていたと考えられる作物は大麦とライ麦であり、ごくわずかな数の鎌と臼が見つかっている。
住人たちはガゼルとウマ科の動物を狩り、漁業も重要な位置を占めていた。
彼らは犬を飼っており、ムレイベットにおいてはその証拠は間接的でしかないものの、村落の近くおよび同時代のテル・アブ・フレイラでは犬の骨が発見されている。
I-B期およびII-A期、II-B期（紀元前9700年から紀元前9300年）はキアミア期（英語: Khiamian）であるとされるが、この時期についてはよくわかっておらず、ナトゥーフ期から先土器新石器時代A期への単なる移行期であるとの議論もある。
ムレイベットはキアミア期の堆積物が考古学上の遺物と関連づけられる唯一の遺跡である。
この時期の最も古い遺物はI-B期のもので、直径6メートルの円形の半地下の構造物が発見されている。
これに続く時期には、これよりいくらか小さい円形の、地面に建てられた住居がいくつか発見されており、少なくともそれらのうちのいくつかは同時に利用されていた。
壁は固められた土でできており、ときおり石を用いて強化されていた。
暖炉と料理用の穴は建物の外にあり、採集された作物には大麦やライ麦、タデ属の植物が含まれる。
採集用の鎌と作物をすりつぶす臼は過去に比べてより広く利用され、使用による摩耗を示しており、このことは穀物が居住者の食事として過去より重要な位置を占めていたことを示している。
ムレイベットの動物相はII-B期の間に大きく変化し、発見された動物に関する廃棄物の70%をガゼルが占め、より小さい動物の重要性は低下したが、依然として漁業は重要であった。
キアミア期の終わりに近づくにつれ、ガゼルの代わりにウマ科の動物の重要性が増していった。
III-A期およびIII-B期（紀元前9300年から紀元前8600年）はムレイベット期であり、ムレイベット期は先土器新石器時代A期の一部とされている。
建築物はより多様になり、長方形の、複数の貯蔵庫を持つ建築物が以前の時期において見られた円形の建築物の隣に存在した。
壁は土を利用して作られ、葉巻状に加工された石が芯として用いられていた。一方で半地下構造も依然として利用されており、同時代のジェルフ・エル・アハマル（英語: Jerf el Ahmar）で発見された構造物との類似がみられる。
ジェルフ・エル・アハマルでは同様の構造物は共同体のための何らかの機能を果たしていたと考えられている。
長方形の構造物には多くの部屋があったが、それらは居住のためには小さすぎるため、貯蔵のためだけに利用されたと考えられている。
暖炉と調理用の穴には石が利用されている一方、依然として建物の外にあった。
III期では、大麦やライ麦、ヒトツブコムギが食用に利用されていた。
いくつかの証拠が、これらの穀物が収集というよりも栽培されていたことを示している。
以前よりウマ科の動物とオーロックスの狩猟の重要性が増し、ガゼルの重要性は低下した。
この時期は魚に関する廃棄物も稀にしか見られない。
分析によれば、骨器および石器を用いて獣皮が利用されていたことがわかっている。
最後の居住期IV期は、IV-A期（紀元前8600年から紀元前8200年）とIV-B期（紀元前8200年から紀元前8000年）に分けられる。
IV-A期においては建築物は発見されていない。
穀物の栽培も確認されていないが、これはおそらくこの時期の考古学的資料がごくわずかしか採取されていないことによるものであると考えられている。
狩猟の対象はもっぱらウマ科の動物であり、続いてオーロックスであった。
家畜化された動物の利用の有無については明らかになっていない。
IV-B期においては泥で作られた長方形の壁が発見されており、
家畜化された羊とヤギが利用され、家畜化されたウシもおそらく存在した。